# Johnny Borrell

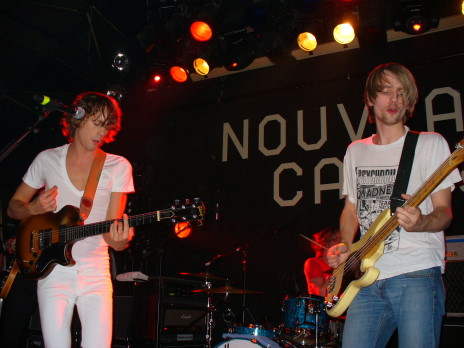
Borrell links, rechts Carl Dalemo

Johnny Borrell (Londen, 4 april 1980) is de leadzanger van de Engels-Zweedse band Razorlight. Daarvoor speelde hij enige tijd voor The Libertines.

## Biografie
Borrell is geboren in Muswell Hill, een deel van Londen waar hij ook opgegroeid is. Rond 2000 raakte Borrell bekend in de Britse rock scene en maakte een korte tijd deel uit van The Libertines (voordat de band bekendheid kreeg). Hij kwam in contact met de band via John Hassall. Ondanks dat Borrell recentelijk heeft ontkend dat hij speelde voor The Libertines, is hij goede vrienden met zanger en gitarist Carl Barât. Het nummer The Boy Looked At Johnny van The Libertines zou over Borrell gaan. Ook heeft Razorlight enkele nummers over drugsgebruik geschreven, wat een link legt met de andere zanger en gitarist van The Libertines, Pete Doherty.
De band Razorlight ontstond in de zomer van 2002. Hun eerste album Up All Night kwam uit in 2004. Dit leverde de band veel bekendheid op in Engeland. Het tweede album Razorlight kwam uit in 2006 en debuteerde op nummer 1 in de Britse hitlijsten.
Borrell is berucht om zijn arrogante uitstraling tegenover de pers en fans. Hij vergeleek zichzelf met Bob Dylan na zijn eerste album en noemt zichzelf “de grootse tekstschrijver in zijn generatie”. Ook haalde hij in mei 2006 uit in het Britse indie-rockmagazine NME naar The Kooks, door te stellen dat ze alleen makkelijke muziek maken voor de verkoopcijfers. Ook vindt Borrell dat Razorlight beter is dan de Arctic Monkeys.